# Associazione Calcio Villasanta 1950-1951
Questa voce raccoglie le informazioni riguardanti l'Associazione Calcio Villasanta nelle competizioni ufficiali della stagione 1950-1951.

## Rosa
| N. |                   | Ruolo | Calciatore  |
| -- | ----------------- | ----- | ----------- |
|    | Italia (bandiera) | C     | V. Bravo    |
|    | Italia (bandiera) | P     | G. Campioli |
|    | Italia (bandiera) | C     | S. Da Col   |
|    | Italia (bandiera) | A     | A. Daverio  |
|    | Italia (bandiera) | C     | A. Doni     |
|    | Italia (bandiera) | A     | C. Ferloni  |
|    | Italia (bandiera) | C     | M. Ferrari  |
|    | Italia (bandiera) | D     | D. Lazzari  |

| N. |                   | Ruolo | Calciatore        |
| -- | ----------------- | ----- | ----------------- |
|    | Italia (bandiera) | D     | F. Magni          |
|    | Italia (bandiera) | A     | M. Palumbo        |
|    | Italia (bandiera) | A     | P. Raimondi       |
|    | Italia (bandiera) | A     | L. Sala           |
|    | Italia (bandiera) | C     | A. Teruzzi        |
|    | Italia (bandiera) | A     | Ugo Trabattoni    |
|    | Italia (bandiera) | A     | Giovanni Zuanazzi |